# World Seniors Championship 2016
Die Betway World Seniors Championship 2016 war ein Snookerturnier im Rahmen der Snooker Main Tour der Saison 2015/16, welches am 30. und 31. Januar 2016 in der Preston Guild Hall in England ausgetragen wurde.
Titelverteidiger war der Waliser Mark Williams, der jedoch in der ersten Hauptrunde bereits ausschied.
Sieger wurde der Engländer Mark Davis, der Darren Morgan im Finale mit 2:1 besiegte.

## Preisgeld
Die Gewinnsummen blieben im Vergleich zum Vorjahr unverändert.
|                 | Preisgeld |
| --------------- | --------- |
| Sieger          | 18.000 £  |
| Finalist        | 8.000 £   |
| Halbfinalist    | 4.000 £   |
| Viertelfinalist | 2.000 £   |
| Achtelfinalist  | 1.000 £   |
| Insgesamt       | 50.000 £  |

## Hauptrunde

### Gesetzte Spieler
Ehemalige Snookerweltmeister oder Gewinner der World Seniors Championship waren automatisch für das Hauptturnier gesetzt. Dies traf auf folgende acht gemeldete Spieler zu:
| Nigel Bond    |
| Ken Doherty   |
| Peter Ebdon   |
| Joe Johnson   |
| Darren Morgan |
| John Parrott  |
| Jimmy White   |
| Mark Williams |

### Turnierstatistik
|  | Achtelfinale Best of 3 Frames | Achtelfinale Best of 3 Frames |                  |               | Viertelfinale Best of 3 Frames | Viertelfinale Best of 3 Frames |  |  | Halbfinale Best of 3 Frames | Halbfinale Best of 3 Frames |  |  | Finale Best of 3 Frames | Finale Best of 3 Frames |
|  |                               |                               |                  |               |                                |                                |  |  |                             |                             |  |  |                         |                         |
|  |                               |                               |                  |               |                                |                                |  |  |                             |                             |  |  |                         |                         |
|  | Dominic Dale                  | 2                             |                  |               |                                |                                |  |  |                             |                             |  |  |                         |                         |
|  | John Parrott                  | 0                             |                  |               |                                |                                |  |  |                             |                             |  |  |                         |                         |
|  | John Parrott                  | 0                             | Dominic Dale     | 0             |                                |                                |  |  |                             |                             |  |  |                         |                         |
|  |                               |                               | Dominic Dale     | 0             |                                |                                |  |  |                             |                             |  |  |                         |                         |
|  |                               |                               |                  |               | Jimmy White                    | 2                              |  |  |                             |                             |  |  |                         |                         |
|  | Gary Lees                     | 0                             |                  |               | Jimmy White                    | 2                              |  |  |                             |                             |  |  |                         |                         |
|  | Gary Lees                     | 0                             |                  |               |                                |                                |  |  |                             |                             |  |  |                         |                         |
|  | Jimmy White                   | 2                             |                  |               |                                |                                |  |  |                             |                             |  |  |                         |                         |
|  | Jimmy White                   | 2                             | Jimmy White      | 0             |                                |                                |  |  |                             |                             |  |  |                         |                         |
|  |                               |                               | Jimmy White      | 0             |                                |                                |  |  |                             |                             |  |  |                         |                         |
|  |                               |                               |                  | Darren Morgan | 2                              |                                |  |  |                             |                             |  |  |                         |                         |
|  | Anthony Hamilton              | 2                             |                  | Darren Morgan | 2                              |                                |  |  |                             |                             |  |  |                         |                         |
|  | Anthony Hamilton              | 2                             |                  |               |                                |                                |  |  |                             |                             |  |  |                         |                         |
|  | Mark Williams                 | 1                             |                  |               |                                |                                |  |  |                             |                             |  |  |                         |                         |
|  | Mark Williams                 | 1                             | Anthony Hamilton | 1             |                                |                                |  |  |                             |                             |  |  |                         |                         |
|  |                               |                               | Anthony Hamilton | 1             |                                |                                |  |  |                             |                             |  |  |                         |                         |
|  |                               |                               |                  |               | Darren Morgan                  | 2                              |  |  |                             |                             |  |  |                         |                         |
|  | Darren Morgan                 | 2                             |                  |               | Darren Morgan                  | 2                              |  |  |                             |                             |  |  |                         |                         |
|  | Darren Morgan                 | 2                             |                  |               |                                |                                |  |  |                             |                             |  |  |                         |                         |
|  | Joe Johnson                   | 0                             |                  |               |                                |                                |  |  |                             |                             |  |  |                         |                         |
|  | Joe Johnson                   | 0                             | Darren Morgan    | 1             |                                |                                |  |  |                             |                             |  |  |                         |                         |
|  |                               |                               | Darren Morgan    | 1             |                                |                                |  |  |                             |                             |  |  |                         |                         |
|  |                               |                               |                  | Mark Davis    | 2                              |                                |  |  |                             |                             |  |  |                         |                         |
|  | Tony Drago                    | 0                             |                  | Mark Davis    | 2                              |                                |  |  |                             |                             |  |  |                         |                         |
|  | Tony Drago                    | 0                             |                  |               |                                |                                |  |  |                             |                             |  |  |                         |                         |
|  | Robert Milkins                | 2                             |                  |               |                                |                                |  |  |                             |                             |  |  |                         |                         |
|  | Robert Milkins                | 2                             | Robert Milkins   | 0             |                                |                                |  |  |                             |                             |  |  |                         |                         |
|  |                               |                               | Robert Milkins   | 0             |                                |                                |  |  |                             |                             |  |  |                         |                         |
|  |                               |                               |                  |               | Mark Davis                     | 2                              |  |  |                             |                             |  |  |                         |                         |
|  | Mark Davis                    | 2                             |                  |               | Mark Davis                     | 2                              |  |  |                             |                             |  |  |                         |                         |
|  | Mark Davis                    | 2                             |                  |               |                                |                                |  |  |                             |                             |  |  |                         |                         |
|  | Ken Doherty                   | 1                             |                  |               |                                |                                |  |  |                             |                             |  |  |                         |                         |
|  | Ken Doherty                   | 1                             | Mark Davis       | 2             |                                |                                |  |  |                             |                             |  |  |                         |                         |
|  |                               |                               | Mark Davis       | 2             |                                |                                |  |  |                             |                             |  |  |                         |                         |
|  |                               |                               |                  | Rory McLeod   | 0                              |                                |  |  |                             |                             |  |  |                         |                         |
|  | Rory McLeod                   | 2                             |                  | Rory McLeod   | 0                              |                                |  |  |                             |                             |  |  |                         |                         |
|  | Rory McLeod                   | 2                             |                  |               |                                |                                |  |  |                             |                             |  |  |                         |                         |
|  | Fergal O’Brien                | 1                             |                  |               |                                |                                |  |  |                             |                             |  |  |                         |                         |
|  | Fergal O’Brien                | 1                             | Rory McLeod      | 2             |                                |                                |  |  |                             |                             |  |  |                         |                         |
|  |                               |                               | Rory McLeod      | 2             |                                |                                |  |  |                             |                             |  |  |                         |                         |
|  |                               |                               |                  |               | Nigel Bond                     | 1                              |  |  |                             |                             |  |  |                         |                         |
|  | Nigel Bond                    | 2                             |                  |               | Nigel Bond                     | 1                              |  |  |                             |                             |  |  |                         |                         |
|  | Nigel Bond                    | 2                             |                  |               |                                |                                |  |  |                             |                             |  |  |                         |                         |
|  | Peter Ebdon                   | 0                             |                  |               |                                |                                |  |  |                             |                             |  |  |                         |                         |

### Finale
| Finale: Best of 3 Frames Schiedsrichter/in: Ben Williams Guild Hall, Preston, England, 31. Januar 2016 |                |            |
| Darren Morgan                                                                                          | 1:2            | Mark Davis |
| 15:62, 70:30 (55), 0:81 (76)                                                                           |                |            |
| 55 | Höchstes Break | 76         |
| – | Century-Breaks | –          |
| 1 | 50+-Breaks     | 1          |

### Qualifikation
Die Qualifikationsspiele wurden am 20. und 21. Dezember 2015 im Robin Park in Wigan in England ausgetragen. Sämtliche Spiele wurden im Best-of-3-Modus gespielt.

#### Runde 1
| Spiel | Spieler 1     | Ergebnis | Spieler 2      |  | Spiel | Spieler 1     | Ergebnis | Spieler 2   |
| ----- | ------------- | -------- | -------------- |  | ----- | ------------- | -------- | ----------- |
| 1     | Mark Davis    | 2:0      | Jason Weston   |  | 4     | Gerard Greene | 0:2      | Ashley Beal |
| 2     | Gary Miller   | 2:0      | Dessie Sheehan |  | 5     | Ian Brumby    | 2:1      | Jamie Rous  |
| 3     | Dean Reynolds | 0:2      | Jamie Burnett  |  |       |               |          |             |

#### Runde 2
| Spiel | Spieler 1          | Ergebnis | Spieler 2        |  | Spiel | Spieler 1       | Ergebnis | Spieler 2        |
| ----- | ------------------ | -------- | ---------------- |  | ----- | --------------- | -------- | ---------------- |
| 6     | Barry Pinches      | 1:2      | Jamie Bodle      |  | 22    | Peter Bardsley  | 2:1      | John Fox         |
| 7     | Clive Bernstone    | 1:2      | Peter Donegan    |  | 23    | Andrew Milliard | 0:2      | Anthony Hamilton |
| 8     | Dominic Dale       | kl.      | Nicky Lazarus    |  | 24    | Tony Chappel    | 2:0      | Imran Puri       |
| 9     | Shane Haines       | 0:2      | Paul McPhillips  |  | 25    | Patsy Fagan     | kl.      | Jamie Burnett    |
| 10    | Tony Knowles       | 0:2      | Mark Davis       |  | 26    | Robert Marshall | 1:2      | Peter Lines      |
| 11    | John Rea           | kl.      | Stuart Parnell   |  | 27    | Mike Dunn       | 0:2      | Joe Swail        |
| 12    | John Welsh         | 2:1      | Stephen Rowlings |  | 28    | Giulio Rea      | 0:2      | Scott MacFarlane |
| 13    | Paul Burrell       | 1:2      | Gary Wilkinson   |  | 29    | David Craggs    | 1:2      | Tony Drago       |
| 14    | Craig MacGillivray | 2:0      | Barry Stark      |  | 30    | Wayne Brown     | 2:0      | Richard Somauroo |
| 15    | Robert Milkins     | 2:0      | Paul Moss        |  | 31    | Steven Gough    | 2:0      | Ian Brumby       |
| 16    | Les Dodd           | 2:0      | Peter Delaney    |  | 32    | Fergal O’Brien  | 2:1      | Jonathan Bagley  |
| 17    | David McLellan     | 2:0      | Gary Miller      |  | 33    | Sean Lanigan    | 2:0      | Steve Meakin     |
| 18    | Shaun Wilkes       | 0:2      | Julian Mills     |  | 34    | Karl Townsend   | 1:2      | Geoff Williams   |
| 19    | Mark King          | 2:1      | Leigh Robinson   |  | 35    | Rod Lawler      | 2:1      | Lee Walker       |
| 20    | Adrian Rosa        | 0:2      | Gary Lees        |  | 36    | Gary Filtness   | kl.      | Rory McLeod      |
| 21    | Darren Thompson    | 2:0      | Anthony Harris   |  | 37    | Ashley Beal     | 0:2      | Darryn Walker    |

#### Runde 3
| Spiel | Spieler 1          | Ergebnis | Spieler 2       |  | Spiel | Spieler 1        | Ergebnis | Spieler 2        |
| ----- | ------------------ | -------- | --------------- |  | ----- | ---------------- | -------- | ---------------- |
| 38    | Jamie Bodle        | 2:0      | Peter Donegan   |  | 46    | Peter Bardsley   | 0:2      | Anthony Hamilton |
| 39    | Dominic Dale       | 2:0      | Paul McPhillips |  | 47    | Tony Chappel     | 2:1      | Jamie Burnett    |
| 40    | Mark Davis         | 2:0      | John Rea        |  | 48    | Peter Lines      | 2:1      | Joe Swail        |
| 41    | John Welsh         | 0:2      | Gary Wilkinson  |  | 49    | Scott MacFarlane | 1:2      | Tony Drago       |
| 42    | Craig MacGillivray | 0:2      | Robert Milkins  |  | 50    | Wayne Brown      | 2:0      | Steven Gough     |
| 43    | Les Dodd           | 2:0      | David McLellan  |  | 51    | Fergal O’Brien   | 2:0      | Sean Lanigan     |
| 44    | Julian Mills       | 0:2      | Mark King       |  | 52    | Geoff Williams   | 0:2      | Rod Lawler       |
| 45    | Gary Lees          | 2:0      | Darren Thompson |  | 53    | Rory McLeod      | 2:1      | Darryn Walker    |

#### Runde 4
| Spiel | Spieler 1      | Ergebnis | Spieler 2      |  | Spiel | Spieler 1        | Ergebnis | Spieler 2      |
| ----- | -------------- | -------- | -------------- |  | ----- | ---------------- | -------- | -------------- |
| 54    | Jamie Bodle    | 0:2      | Dominic Dale   |  | 58    | Anthony Hamilton | 2:0      | Tony Chappel   |
| 55    | Mark Davis     | 2:0      | Gary Wilkinson |  | 59    | Peter Lines      | 0:2      | Tony Drago     |
| 56    | Robert Milkins | 2:0      | Les Dodd       |  | 60    | Wayne Brown      | 0:2      | Fergal O’Brien |
| 57    | Mark King      | 1:2      | Gary Lees      |  | 61    | Rod Lawler       | 1:2      | Rory McLeod    |

## Century-Breaks
| Lee Walker   | 116 Q |
| Dominic Dale | 104   |